# Église Toussaints de Rennes
L’église Toussaints, ou de Toussaints, anciennement église du collège est un édifice religieux et lieu de culte catholique de style baroque contre-réforme, situé à Rennes, au sud de la Vilaine, rue du Capitaine-Alfred-Dreyfus. Conçu de 1624 à 1651 en tant qu'église du collège Saint-Thomas, cet édifice est devenu église paroissiale en 1803, en remplacement de l’ancienne église de Toussaints, qui se trouvait à 300 mètres de là.

## Historique

### Origines
Selon Amédée Guillotin de Corson, une chapelle de Toussaints existait à Rennes à la fin du Xe siècle, occupée par des ermites de saint Augustin et dépendant d'une paroisse établie dans une chapelle dédiée à sainte Marie-Madeleine. Son emplacement correspond à celui des halles centrales construites en 1922. Lors du départ des Augustins pour Vitré sous Riwallon le Vicaire, la paroisse se serait établie dans la chapelle de Toussaints,. L’existence de la chapelle de Toussaints est confirmée en 1164 où elle apparaît dans le cartulaire de l’abbaye Saint-Georges.
La paroisse relevait de la baronnie de Vitré puis de la vicomté de Rennes qui s'en est détachée au début du XVIIe siècle.

### Sous l'Ancien Régime
La chapelle de Toussaints est reconstruite au cours des XVe et XVIe siècles, malgré l’effondrement du clocher en 1482 et d’une tour en 1513. Celle-ci, reconstruite au XVIIe siècle, s’effondre à nouveau en 1715 pour être à nouveau reconstruite à partir de 1764.
Le collège municipal et royal Saint-Thomas-Becket (futur lycée Émile-Zola) est fondé vers 1534 et emménage dans les bâtiments de l’ancien prieuré Saint-Thomas, à proximité de l'église de Toussaints. En 1604 l'enseignement y est confié aux jésuites qui le dirigeront jusqu'en 1762. Les deux chapelles du collège (Saint-Thomas et Saint-Marc) se révélant trop petites, la municipalité décide d'élever une église, édifice cultuel plus grand. La première pierre est posée le 30 juillet 1624,. Les architectes sont trois frères jésuites : Étienne Martellange supervise les premiers travaux ; Charles Turmel lui succède en 1630, et modifie le projet de portail ; Pierre Goict termine le gros-œuvre en 1649. L'église du Collège est consacrée le 3 septembre 1651 et "dédiée en l'honneur de Dieu, de saint Ignace et de saint François Xavier".
Le retable principal de l'Église Toussaints de Rennes date de 1653 et est attribué par Jacques Salbert à Charles Turmel. Le contrat signé par les Houdault en 1673 concerne le retable lavallois. Cette construction est difficile : le 2 septembre 1677, une sentence du présidial de Rennes condamne les deux architectes à respecter leurs engagements. Le travail est achevé avant octobre 1679, date du règlement définitif et de la quittance réciproque.

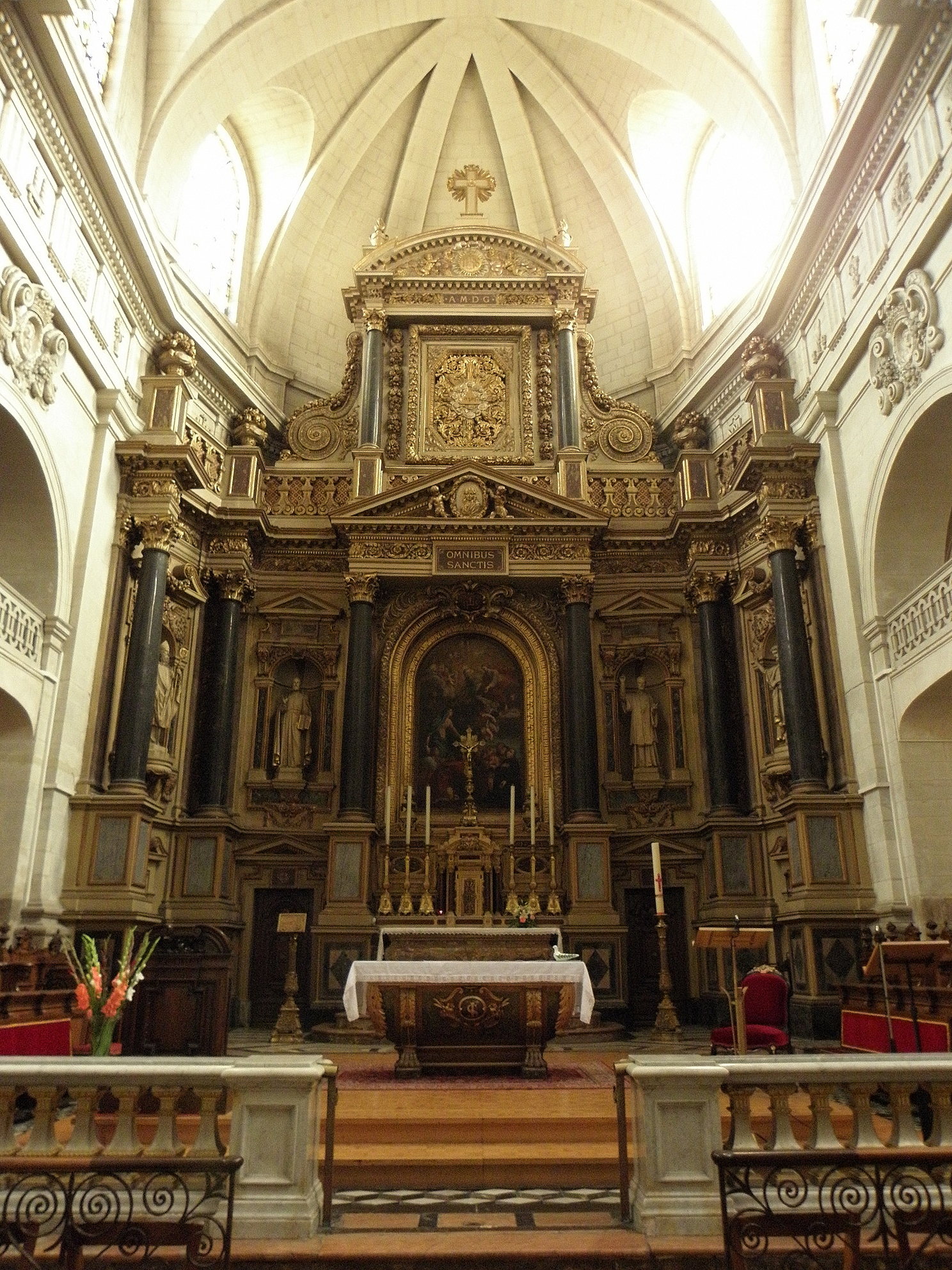
Le retable du maître-autel de l'église Toussaints de Rennes.
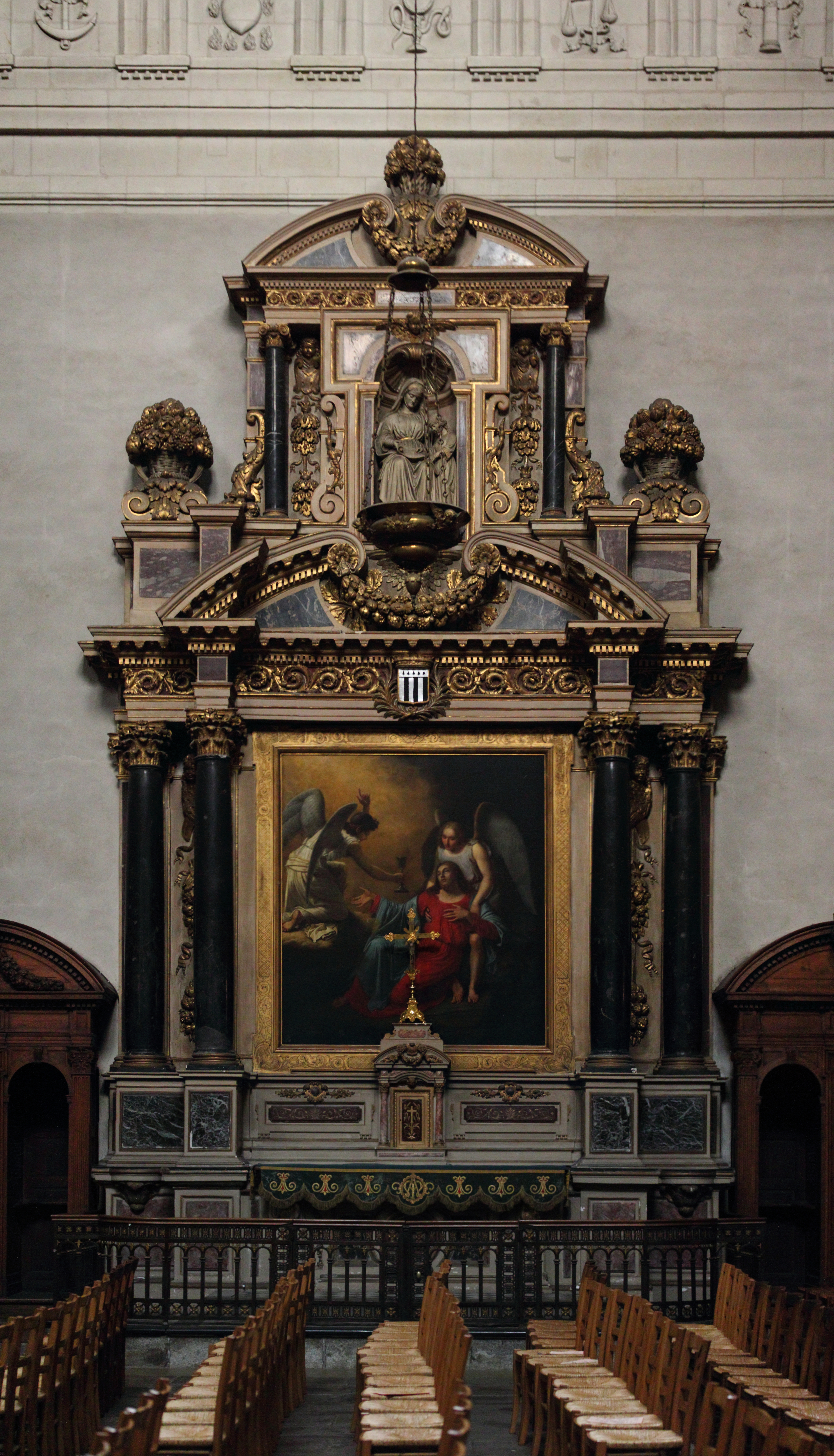
Le retable sud de l'église Toussaints de Rennes.
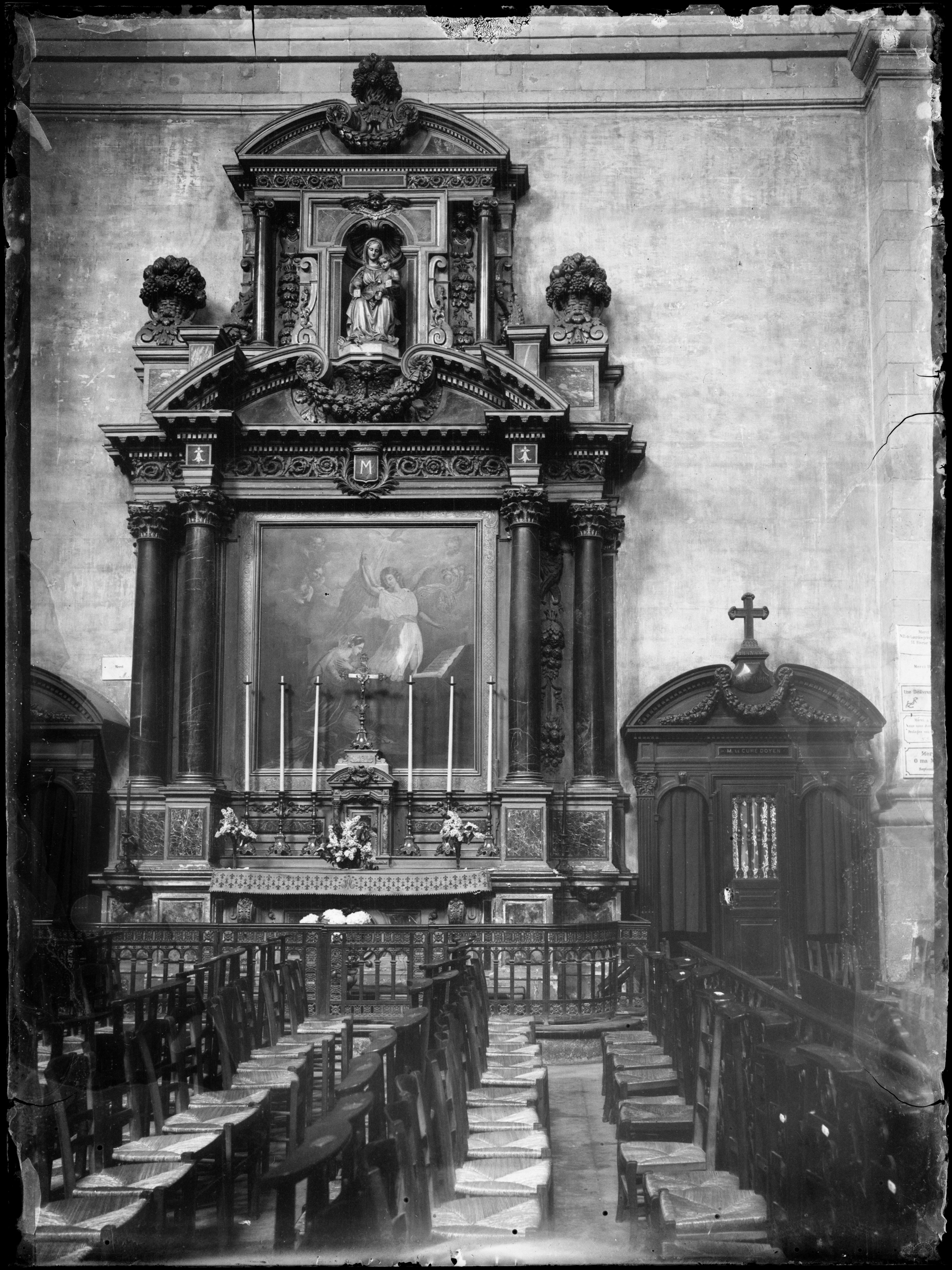
Rennes église de Toussaints, Georges Nitsch. Musée de Bretagne
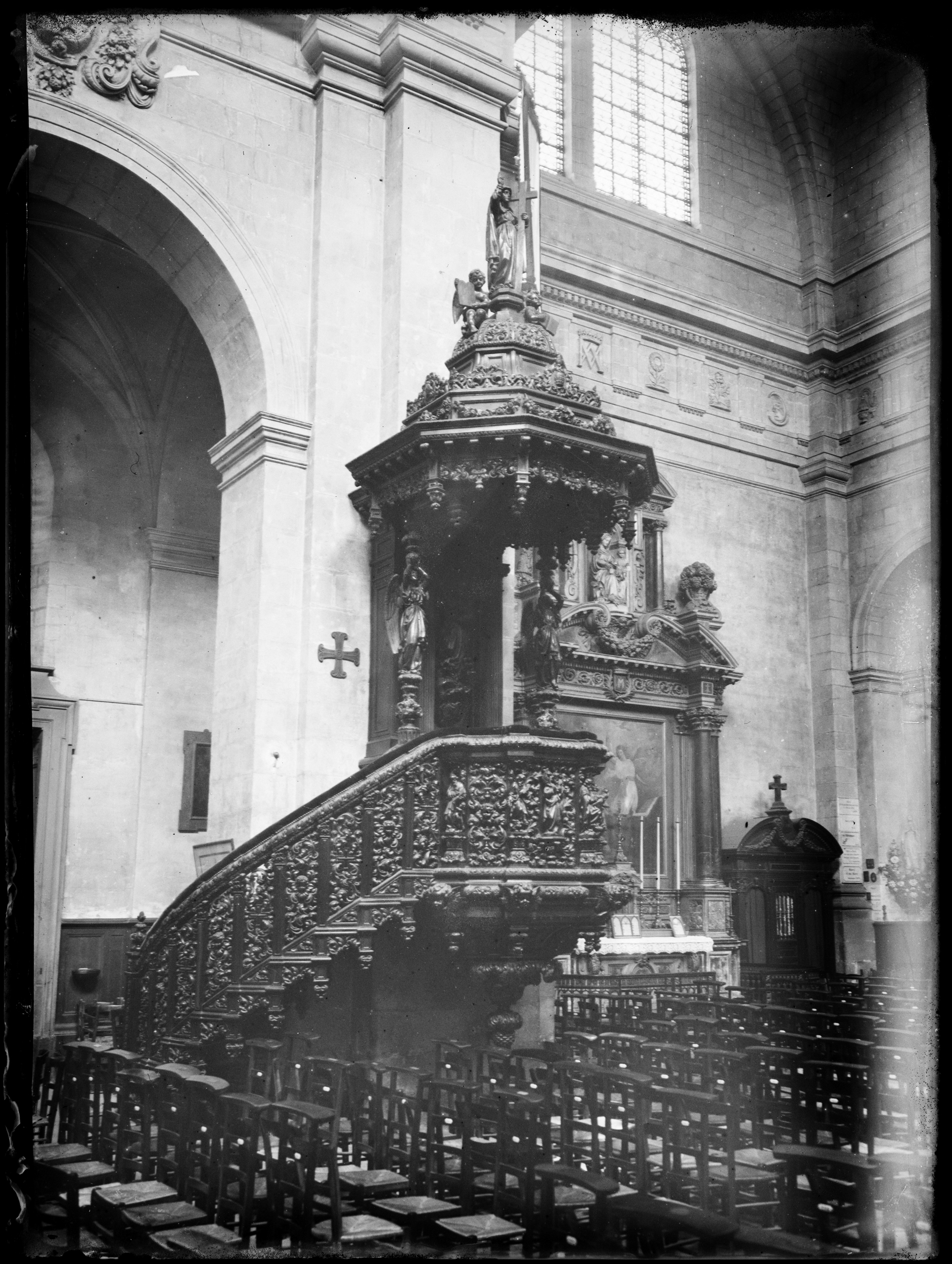
Rennes église de Toussaints, Georges Nitsch. Musée de Bretagne
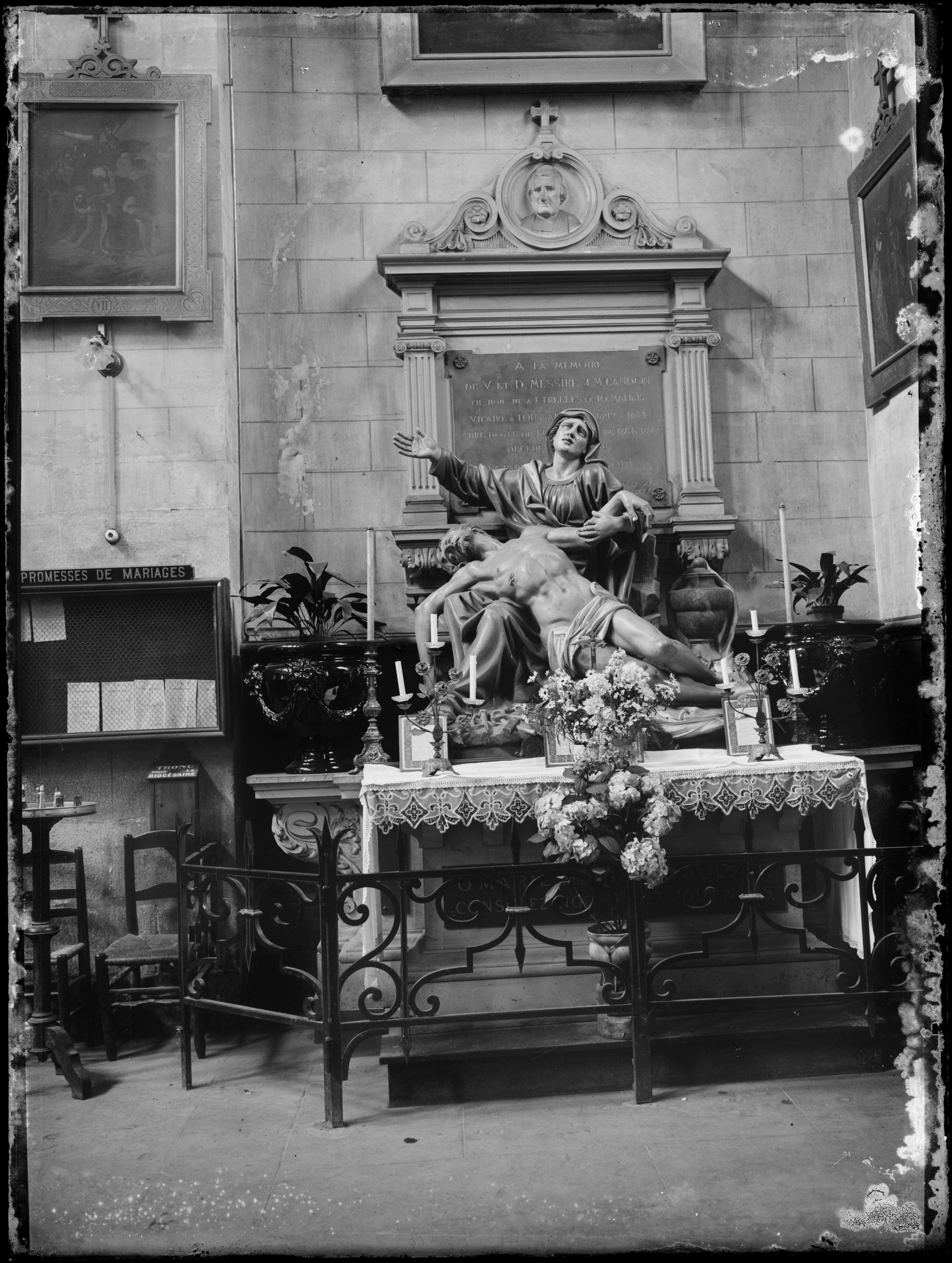
Rennes église de Toussaints, Georges Nitsch. Musée de Bretagne

### Après la Révolution
Pendant la Révolution, en 1789, écoliers et soldats occupent l'église du collège à diverses reprises. Des officiers y font serment « de ne jamais porter les armes contre la patrie et les citoyens, et de ne les employer, au contraire, que pour les protéger et servir en toute circonstance. » Le collège devient école centrale en 1795 puis lycée en 1803.
À cette époque, la paroisse de Toussaints est la plus vaste de Rennes, et l'une des plus pauvres. Son église est confiée aux prêtres constitutionnels, puis elle sert d'écurie au train des équipages de l'armée de Mayence. Ayant brûlé accidentellement dans la nuit du 1er décembre 1793,, elle est démolie de 1801 à 1807,,. Le siège de la paroisse est transféré en l'ancienne église du collège en 1803, qui prend le nom d’église de Toussaints et n’est plus dès lors rattachée au lycée. Malgré tout, un passage depuis une cour de ce même établissement reste, jusqu'aux années 1970, le seul moyen d'accéder à la tribune de droite surplombant le chœur — tribune dite « du proviseur », réservée au personnel administratif du lycée.

### Époque contemporaine
L'église fait l'objet d'un classement au titre des monuments historiques depuis le 16 août 1922,,. Elle est restaurée en 1834 par l'entrepreneur Joseph Antoine Léofanti, puis au milieu du XXe siècle par Raymond Cornon et de nouveau de 2013 à 2015.
Elle est aujourd'hui le siège de la paroisse Toussaints Sainte-Famille.

#### Rixe du 20 décembre 2019
Le vendredi 20 décembre 2019, peu après 16 heures, le flanc gauche de l'Église (donnant sur la rue Toullier) est le théâtre d'un affrontement entre deux élèves de seconde du lycée Emile-Zola qui s'étaient donné rendez-vous après les cours pour se battre. Cette bagarre aurait pu rester anodine, sauf qu'un ami d'un des deux élèves est intervenu dans celle-ci en tirant à deux reprises en l'air avec un pistolet avant de mettre en joue l'autre l'élève. La scène, filmée, fut visionnée près de 7 millions de fois sur Twitter en l'espace de trois jours. L'auteur des coups de feu, un adolescent de 15 ans étudiant au lycée Saint-Martin, est interpellé par la police peu après les faits et placé en garde à vue le lundi 23 décembre. Le 25 décembre, jour de Noël, il est présenté au juge des enfants en vue d'une « mise en examen pour violence avec ITT inférieures à huit jours avec trois circonstances aggravantes (en réunion, avec arme et aux abords d'un établissement scolaire) ». L'arme, dont on ignore si elle était factice (hypothèse privilégiée) ou réelle et chargée à blanc, n'a jamais été retrouvée,.

## Chapelle Saint-François-Xavier

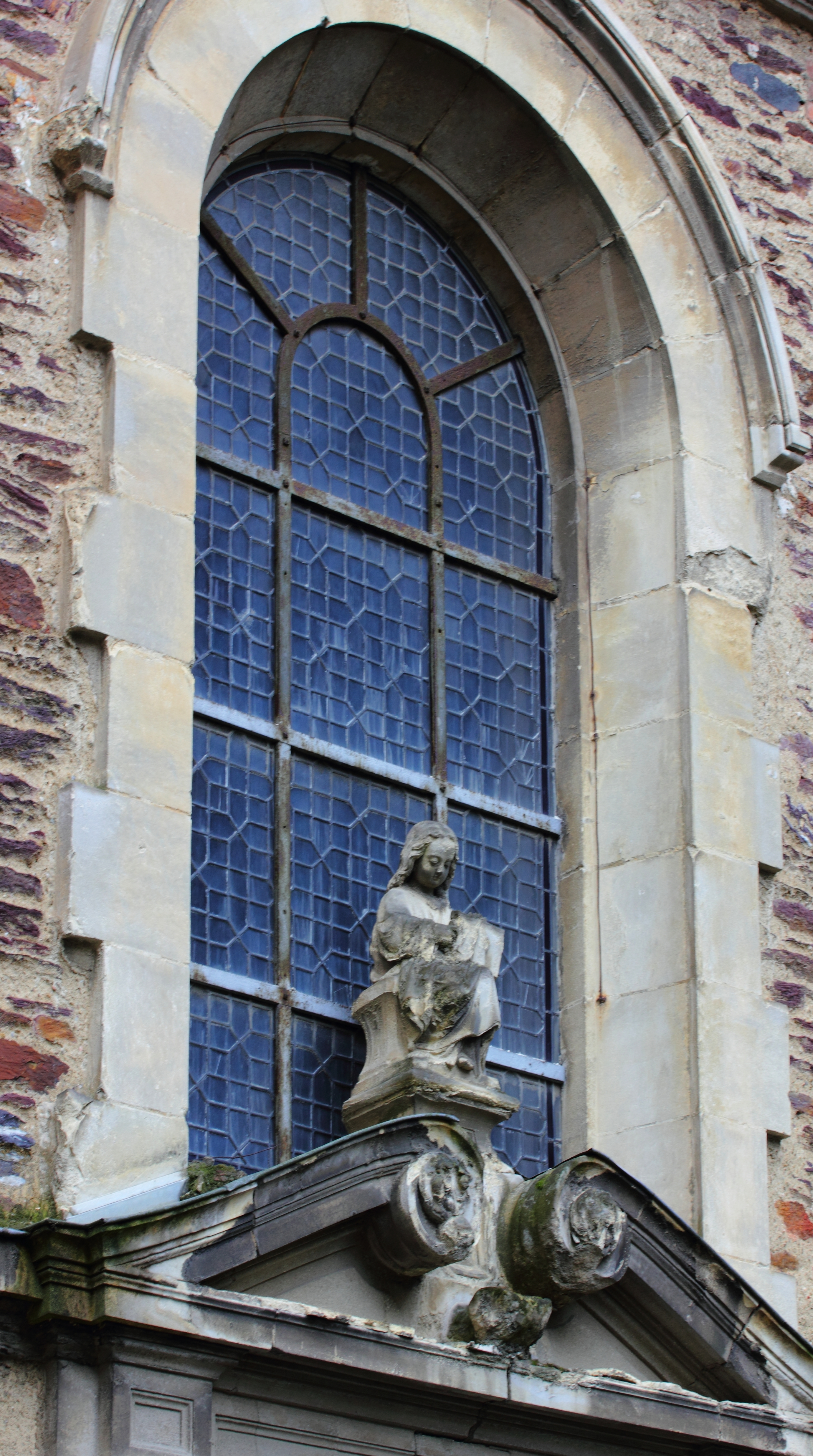
Fenêtre de la Chapelle Saint-François-Xavier.

Attenante à l'édifice principal, une chapelle annexe se trouve sur le flanc gauche de l'église. Elle est prêtée au culte orthodoxe et abrite la Paroisse Saint Jean de Cronstadt et saint Nectaire d’Egine. Cette paroisse est de rite byzantin et est reliée au Patriarcat de Constantinople.

### Bases du Ministère de la Culture
1. 1 2 3  Notice no IA35023915, sur Gertrude, base du service de l’Inventaire du patrimoine de la région Bretagne.
2. 1 2 3  Notice no IA35023927, sur Gertrude, base du service de l’Inventaire du patrimoine de la région Bretagne.
3. ↑  Notice no PA00090683, sur la plateforme ouverte du patrimoine, base Mérimée, ministère français de la Culture
4. ↑  Notice no IA35023915, sur la plateforme ouverte du patrimoine, base Mérimée, ministère français de la Culture

### Sources
La Bibliothèque Nationale de France conserve un recueil de plans originaux des Maisons et Églises appartenant à la Société des Jésuites. Six projets concernant l'église du Collège de Rennes sont consultables sur Gallica.
Projets d'Étienne Martellange :
- Projet (1624) pour l'église, coupe sur le transept.
- Plans projetés pour l'église (Rez-de-chaussée et étage).
- Projet pour l'église, coupe transversale sur le transept.

Projets anonymes :
- Projet pour la façade occidentale.
- Plan pour le rez-de-chaussée de l'église.
- Plan projeté pour le 1er étage de l'église.